# Вулиця Романа Дашкевича (Львів)
Ву́лиця Дашке́вича — вулиця у Шевченківському районі міста Львова, у місцевості Підзамче. Вулиця Дашкевича простягається з південного заходу на північний схід та сполучає вулиці Замарстинівську і Жовківську, утворюючи перехрестя з вулицями Біляшівського та Ткацькою. Прилучаються вулиці Узбецька, Половинна, Квітова, Корінна, Крута.

## Історія
Вулиця виникла наприкінці XIX століття вздовж русла каналу Нова Полтва (інші назви — Корито, Млинський потік), який проходив вздовж нинішніх вулиць Хімічної та Романа Дашкевича. Цей канал становив північну межу міста Львова, а за ним починалися землі Замарстинова. У 1929 році отримала назву Короля Яна III, на честь польського короля Яна III Собеського. Біля перехрестя вулиць Замарстинівської, Хімічної та Романа Дашкевича колись була Замарстинівська або ж Голосківська рогатка та мурований міст через канал Нова Полтва. Рішенням уряду Речі Посполитої Другої від 11 квітня 1930 року селище включене до юрисдикції міста Львова та утворено окрему дільницю «VIII. Замарстинів». Після приєднання до міста вулиця у 1933 році перейменована на Королівську. У 1946—1993 роках мала назву вулиця Комунальна. Сучасна назва походить з 1993 року, на честь українського політичного та військового діяча Романа Дашкевича.

## Забудова
Вулиця Романа Дашкевича є прикладом граничної дороги. Її непарна частина, забудована переважно садибними будиночками межі XIX—XX століть, що до 1930 року належали до Замарстинова, а з її парної, південної сторони присутня промислова забудова радянського часу.

### З непарного боку вулиці
№ 1 — у міжвоєнний період тут містилася фірма Чеховича з виготовлення меблів, нині на цьому місці промислова руїна.
№ 3 — у будинку міститься фотостудія «Fabrik Studio» (вхід у студію від вул. Половинної).
№ 11 — за Польщі містилася фабрика мила Фрюліха, нині цього будинку не існує.
№ 17 — Львівський дошкільний навчальний заклад ясла–садок № 121 Львівської міської ради створено на підставі розпорядження виконкому Львівської міської ради народних депутатів від 20 листопада 1967 року № 634. Навчальний заклад розрахований на 115 місць: шість груп (одна група для дітей раннього віку, та п'ять груп для дітей дошкільного віку).
№ 29 — житловий двоповерховий будинок кінця XIX— початку XX століття. Тривалий час стояв пусткою, хоча й має чотирьох співвласників. 1 липня 2020 року стався обвал частини стіни будинку від вул. Янки Купали.
№ 33 — житловий двоповерховий будинок кінця XIX— початку XX століття. Тут 1950-х роках містилася майстерня з ремонту взуття.
№ 37 — ритуальна агенція «Dolorem».

### З парного боку вулиці
№ 2 за цією адресою у липні 2015 року перший в Україні музей мотоциклів «Ретро Мото Музей». В колекції налічується понад 50 експонатів повоєнного періоду. На виставці представлена мототехніка як відомих марок («Jawa», «Мінськ», «Восход», «Іж Планета»), так і маловідомих виробників двоколісного транспорту. Окрім мотоциклів, у музеї зібрані ще й велосипеди. Один з найнезвичайніших експонатів — екстравагантний мотобайк, повністю обплетений яскравою пряжею: кожна його деталь, кожен гвинтик, вихлопна труба — все це було «одягнене». Цей в'язаний шедевр має назву «Розбите серце», а автором є львівська майстриня Божена Городницька. Найстарішому експонату вже понад 60 років — військовий мотопричіп, виготовлений 1944 року у Швейцарії. Станом на 2023 рік за цією ж адресою розташовувалися кафе «Корчма», продуктова крамниця та СТО «Газовня».
11 липня 2023 року виконавчий комітет Львівської міської ради ухвалив рішення про надання ТзОВ «Річ девелопмент груп» містобудівних умов та обмежень на будівництво на вул. Дашкевича, 2 будівлі змішаного використання з житловими квартирами на верхніх поверхах та розміщенням у нижніх поверхах об'єктів ділового, культурного, обслуговуючого та комерційного призначення. Чотири поверхи будуть над землею, а п'ятий та шостий під землею (підземний паркінг). У шестиповерхівці передбачено 42 квартири, також 48 паркомісць у дворівневому підземному паркінгу та 36 — наземних.

Світлини вуличної забудови
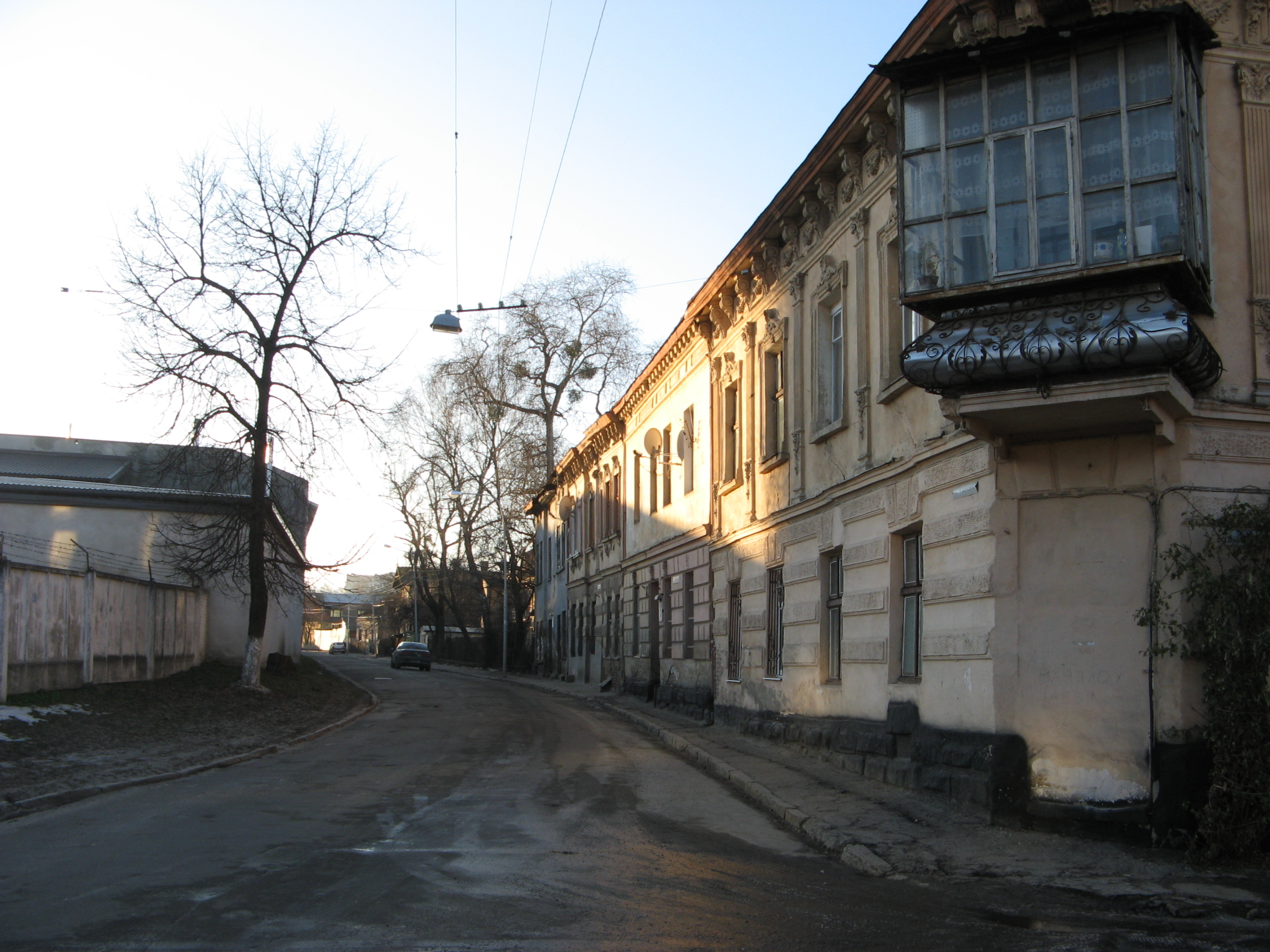
Вулиця Дашкевича біля перехрестя з вулицями Біляшівського та Ткацькою
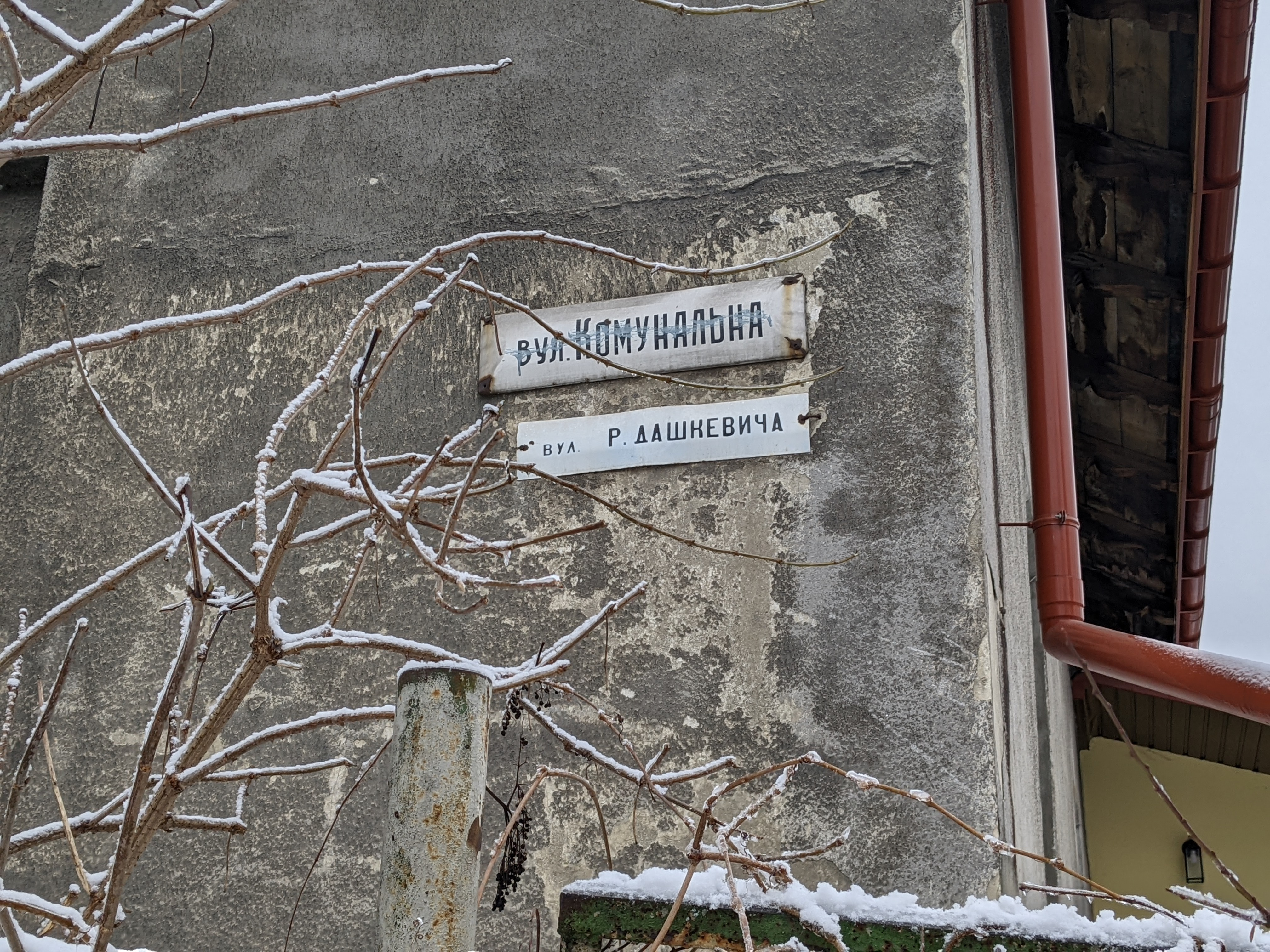
Стара адресна табличка на розі вулиць Дашкевича та Жовківської
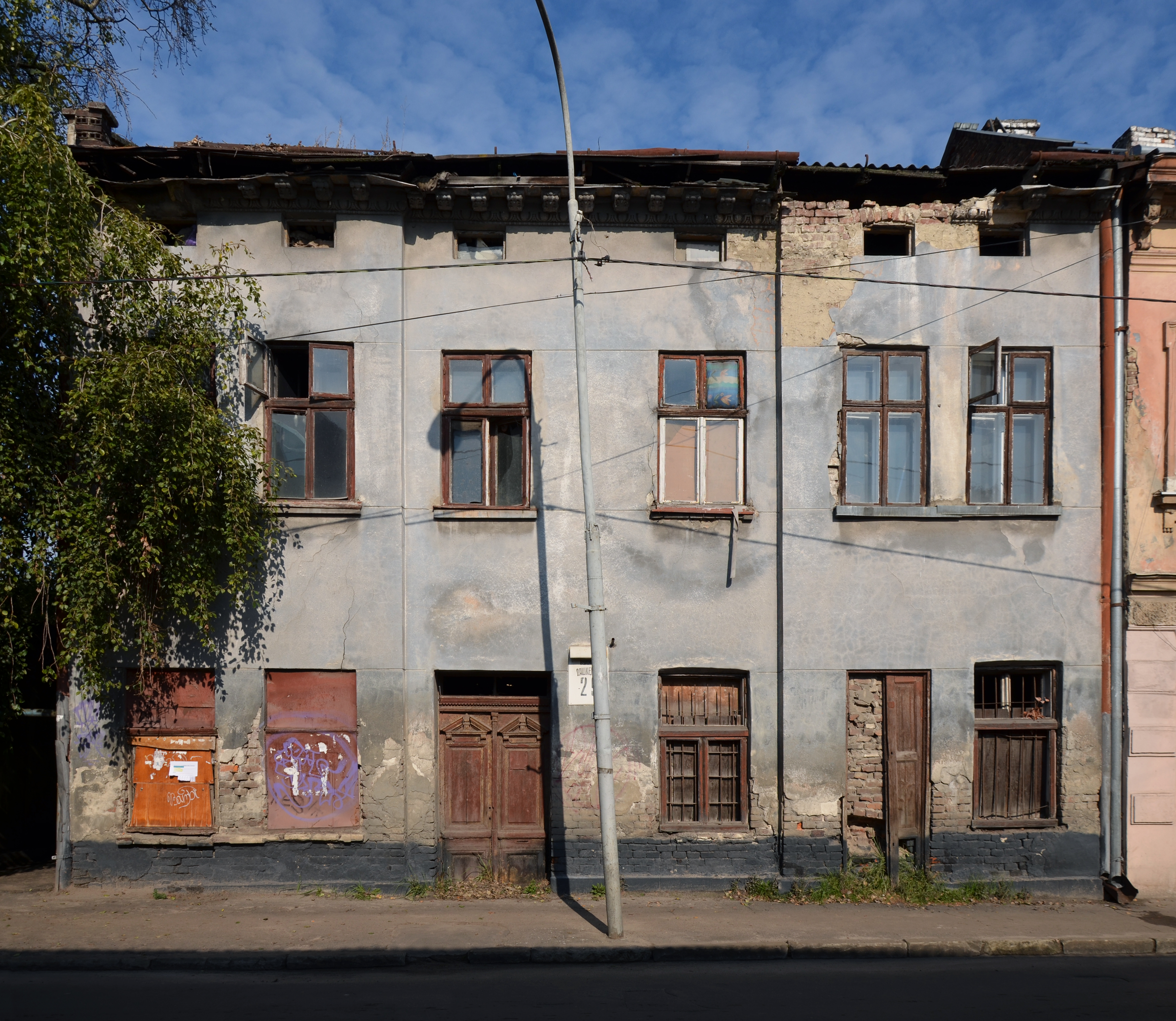
Житловий будинок (вул. Дашкевича, 29)